# Cepelia-Pavillon

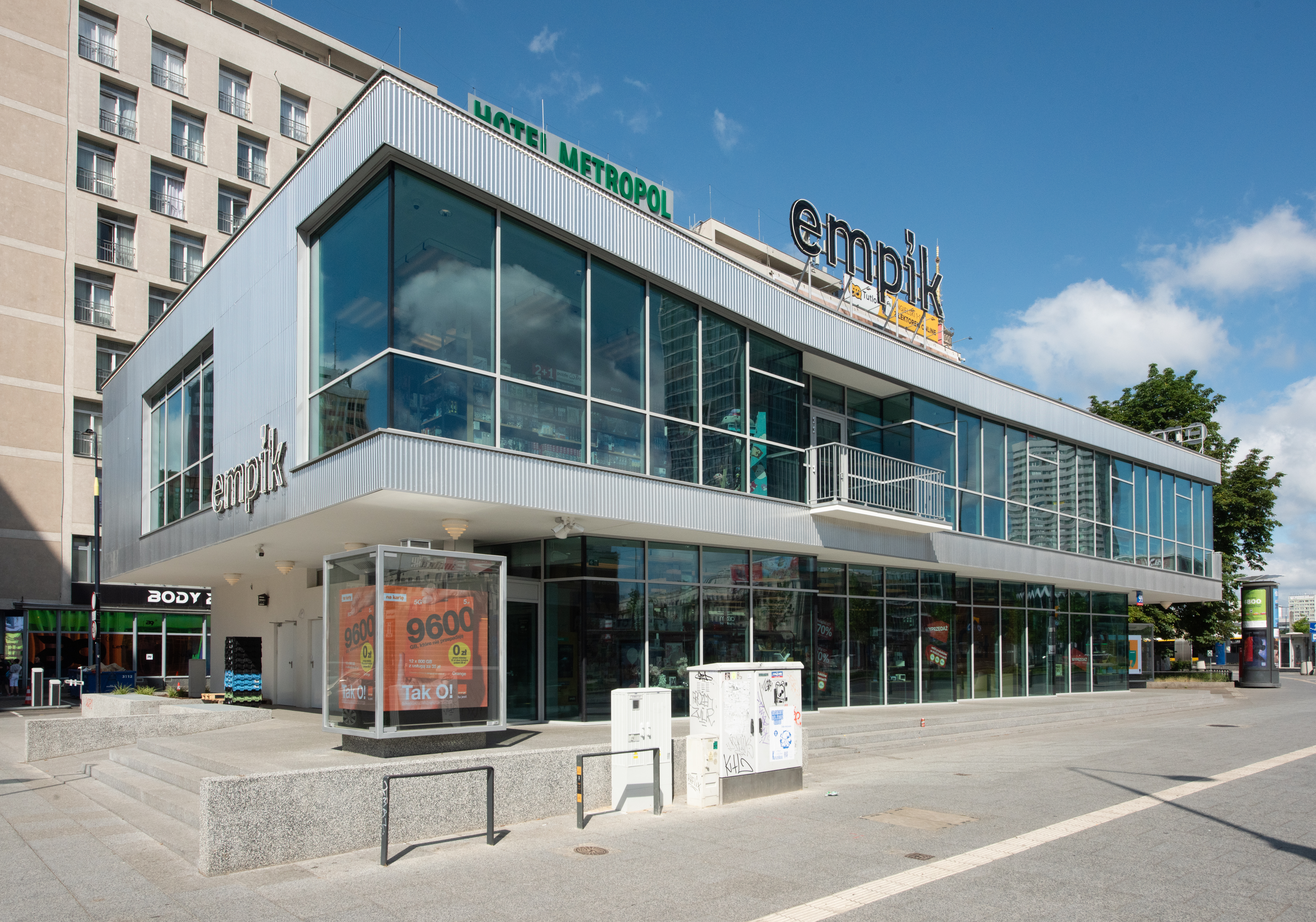
Der sanierte Pavillon im Juni 2025

Der Cepelia-Pavillon ist ein denkmalgeschütztes Ausstellungsgebäude im Zentrum Warschaus. Ursprünglich als Präsentationsraum für Produkte der Volkskunstmarke Cepelia konzipiert und genutzt, befindet sich hier nach einer Totalsanierung seit 2025 ein Flagshipstore der polnischen Medienkette Empik.

## Lage
Das Gebäude wurde 1966 im Warschauer Innenstadtbezirk Śródmieście an der Kreuzung zweier Hauptverkehrsstraßen errichtet: der Ulica Marszałkowska (Nr. 99/101) und der Aleje Jerozolimskie. Der Pavillon war Teil einer Neukonzeption des Nachkriegszentrums der Stadt. Hier entstanden zeitgleich das Metropol-Hotel, die PKO-Rotunde und der Wohn- und Dienstleistungskomplex Ściana Wschodnia.

## Geschichte
Zygmunt Stępiński entwarf den Handelspavillon in Zusammenarbeit mit Andrzej Milewski für den Standort an einem der meistfrequentierten Punkte Warschaus; hier liefen wichtige Straßen und damit Buslinien und Straßenbahnen zusammen, fußläufig lag der Nahverkehrsbahnhof und der Bau des Fernverkehrsbahnhofs Warszawa Centralna war geplant. Das Gebäude sollte keine einfache Verkaufsstelle sein, sondern ein Schaufenster polnischer Handwerkskunst, um Gästen aus Polen und dem Ausland die Fähigkeiten dieses Zweiges der polnischen Wirtschaft zu präsentieren.

Anlässlich der Schließung des Geschäftes schrieb der Warsaw Insider im Mai 2019:

„Das glasverkleidete Gebäude ähnelte einer „städtischen Laterne“ und repräsentierte das futuristische Gesicht Warschaus,“

Im Rahmen des Schutzes der modernistischen Architektur Warschaus wurde der Pavillon im Jahr 2017 vom Denkmalschutzamt der Hauptstadt in das städtische Denkmalregister aufgenommen. 2019 trug auch das Denkmalschutzamt der Woiwodschaft Masowien den Pavillon in das Denkmalregister ein. Diese Erhöhung des Schutzstatus verpflichtete den Eigentümer zum Erhalt des Gebäudes.

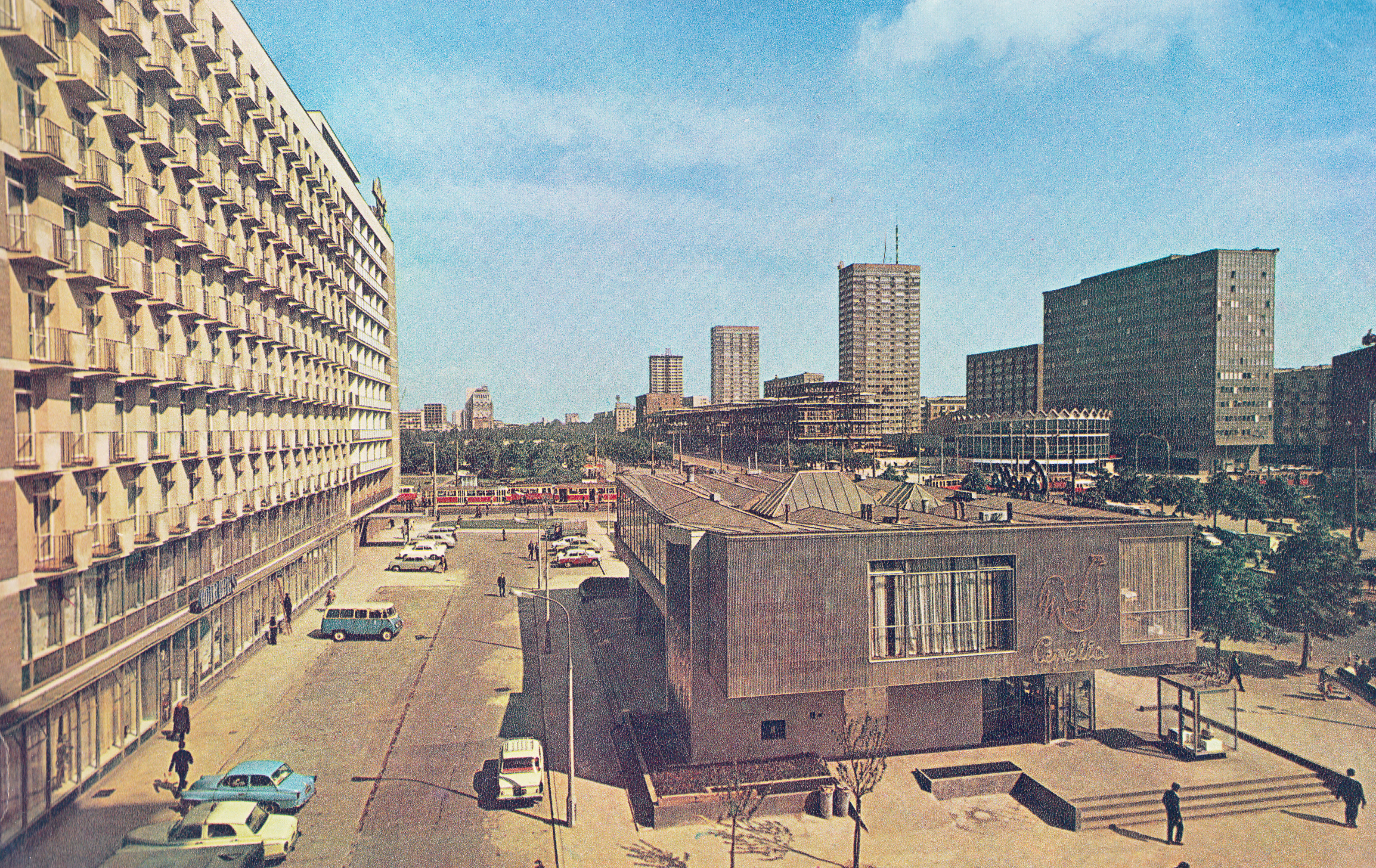
Um 1965 entstandenes Foto des Pavillons neben dem Hotel Metropol (links). Im Hintergrund die Hochhäuser der Ostwand

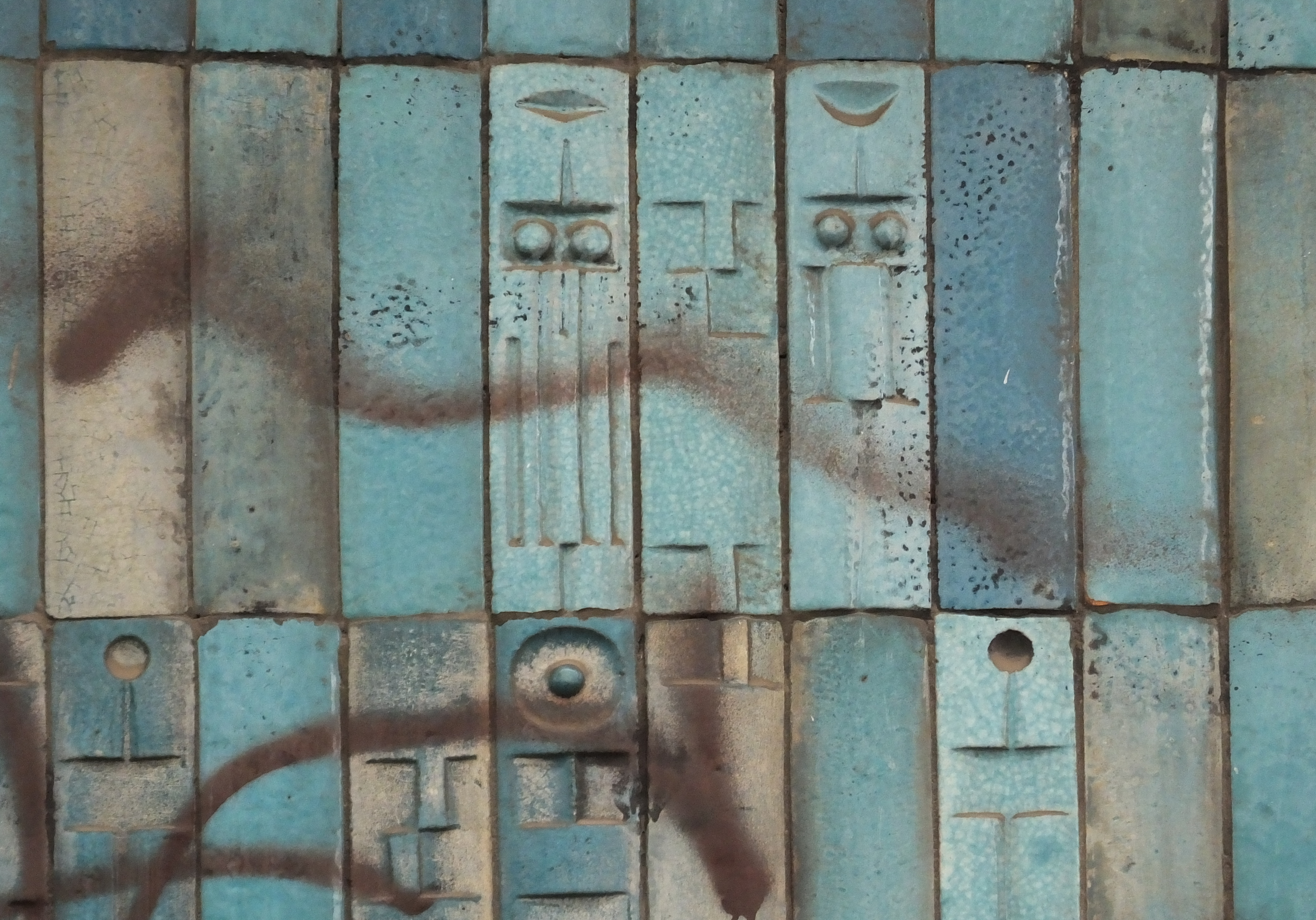
Graffitiverschmierte handgebrannte Kacheln von Stanisław Kucharski, 2019

## Architektur
Nachdem der auf strikten Architekturvorgaben beruhende sozialistische Realismus der Nachkriegsjahre ab 1956 infolge des politischen Tauwetters von modernistischen Architekturtrends aus dem Westen abgelöst wurde, konnten Architekten auf kostspielige und schwere Steindekorationen verzichten und stattdessen Strukturen verwenden, die die Funktion eines Gebäudes über seine Form stellte. Der Pavillon konnte so quasi als großformatige Vitrine konzipiert werden. Unabhängig von der aktuellen Auslage im Schaufenster waren viele weitere im Inneren angebotene Artikel für Passanten sichtbar. Dieser Effekt wurde durch eine leichte Architekturform mit großen Glasflächen erzielt.
Das dreigeschossige Gebäude basierte auf einer Stahl-Aluminium-Konstruktion. Zwölf Säulen stützten die Decken, an denen die großflächigen Glasscheiben befestigt waren. Die Fassaden wurden sorgfältig gestaltet; vertikale Flächen erhielten geriffelte Aluminiumfliesen. Der nicht verglaste Teil der dem Metropol-Hotel zugewandten Fassade wurde von Stanisław Kucharski mit handgebrannten, türkisen und von der Kleinpolnischen Keramikgenossenschaft Kamionka aus Łysa Góra hergestellten Fliesen verkleidet. An den Fassaden zur Straßenseite wurden große Neonschilder montiert, darunter das charakteristische Symbol von Cepelia – der Hahn.

## Sanierung
Nach der Zerschlagung der Organisationsstruktur von Cepelia in den 1990ern wurde die Vorzeige-Verkaufsstelle in der Warschauer Stadtmitte nicht mehr gepflegt. Es kam zu Untervermietungen (wie an den Lebensmittler Carrefour Express) und zu einer langsamen Verwahrlosung, weshalb teilweise Fenster verkleidet werden mussten. Während überall Altbauten saniert wurden, wurde der Pavillon zur Montage von großen Werbeplakaten wie auch zur Wildplakatierung genutzt. Auf dem Dach wurde ein riesiger Bildschirm montiert, der auf den Verkehrskreisel gerichtet war. Der heruntergekommene Pavillon wurde von dem Unternehmen Sienna 111 erworben, und im Jahr 2019 endgültig entmietet. Der Eigentümer plante zwischenzeitlich, das Gebäude in ein McDonalds-Restaurant umzuwandeln, doch der Denkmalschutzbeauftragte der Woiwodschaft  verhinderte diese Umwidmung mit der Begründung, dass ein solcher Eingriff in die Bausubstanz und Nutzungsart der Bestimmung zu Handelszwecken zuwiderlaufen würde.
Im Jahr 2023 ordnete der masowische Denkmalschutzbeauftragte an, unverzüglich Konservierungsarbeiten durchzuführen. Für die Erstellung des Entwurfs zur Neugestaltung wählte der Eigentümer die Architekturbüros AMC – Andrzej M. Chołdzyński und Bernatek Architekci aus. Im Januar 2024 wurde das Gebäude eingezäunt, es begann die Entrümpelung, in Folge wurde die Stahlkonstruktion freigelegt.

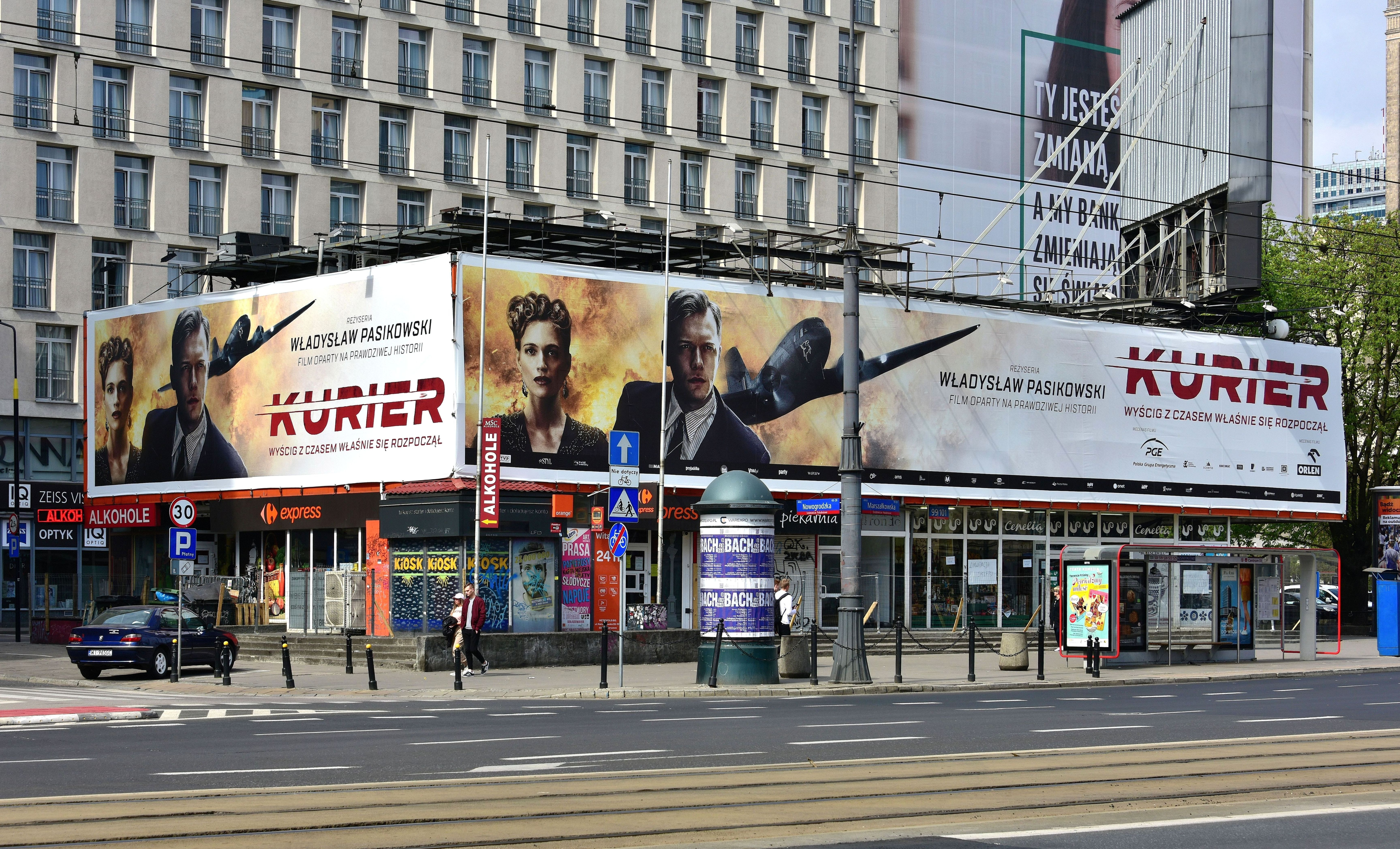
Der nur noch zu einem kleinen Teil von Cepelia genutzte Pavillon im Jahr 2019
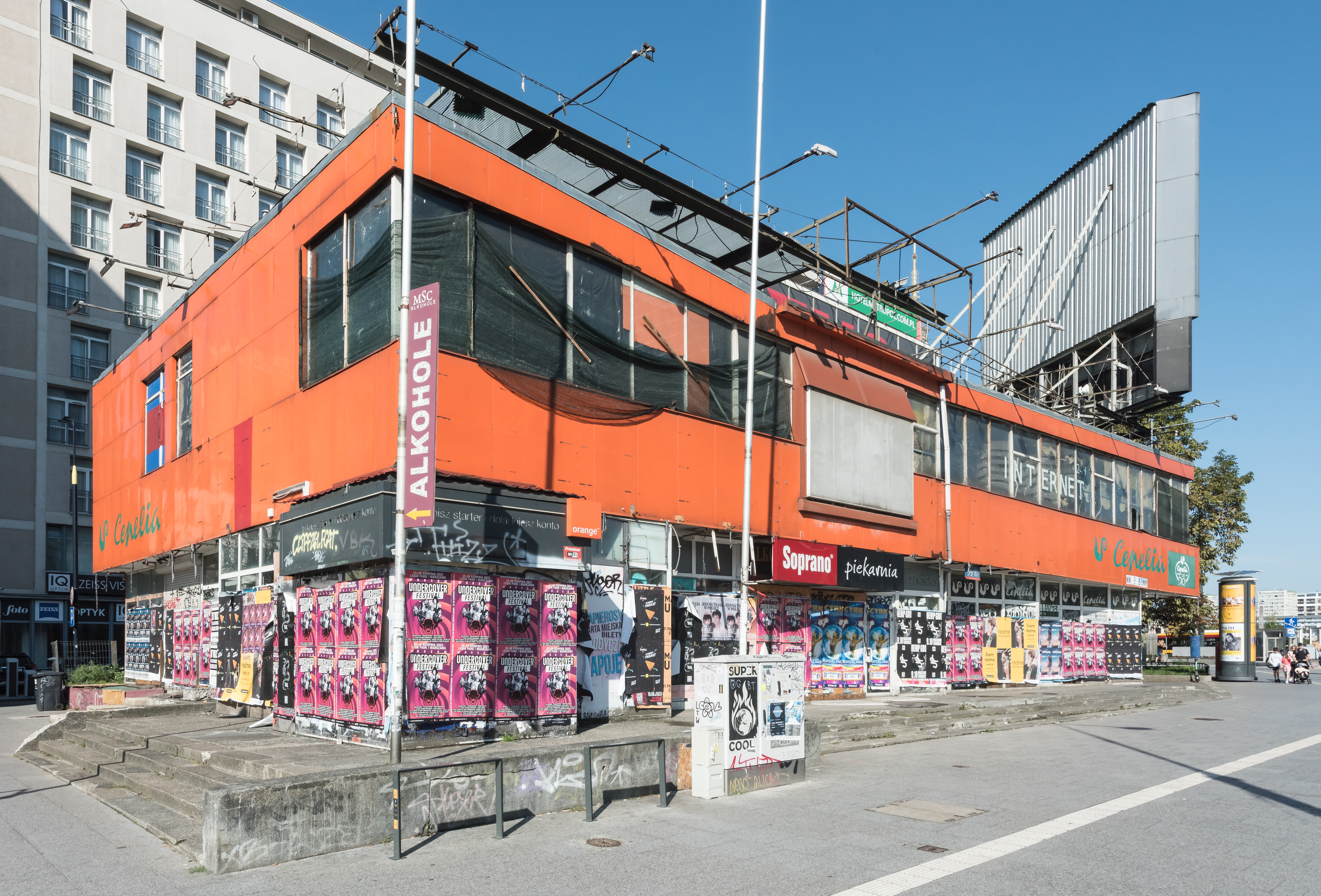
Der verkleidete und bereits nicht mehr vermietete Pavillon im August 2023
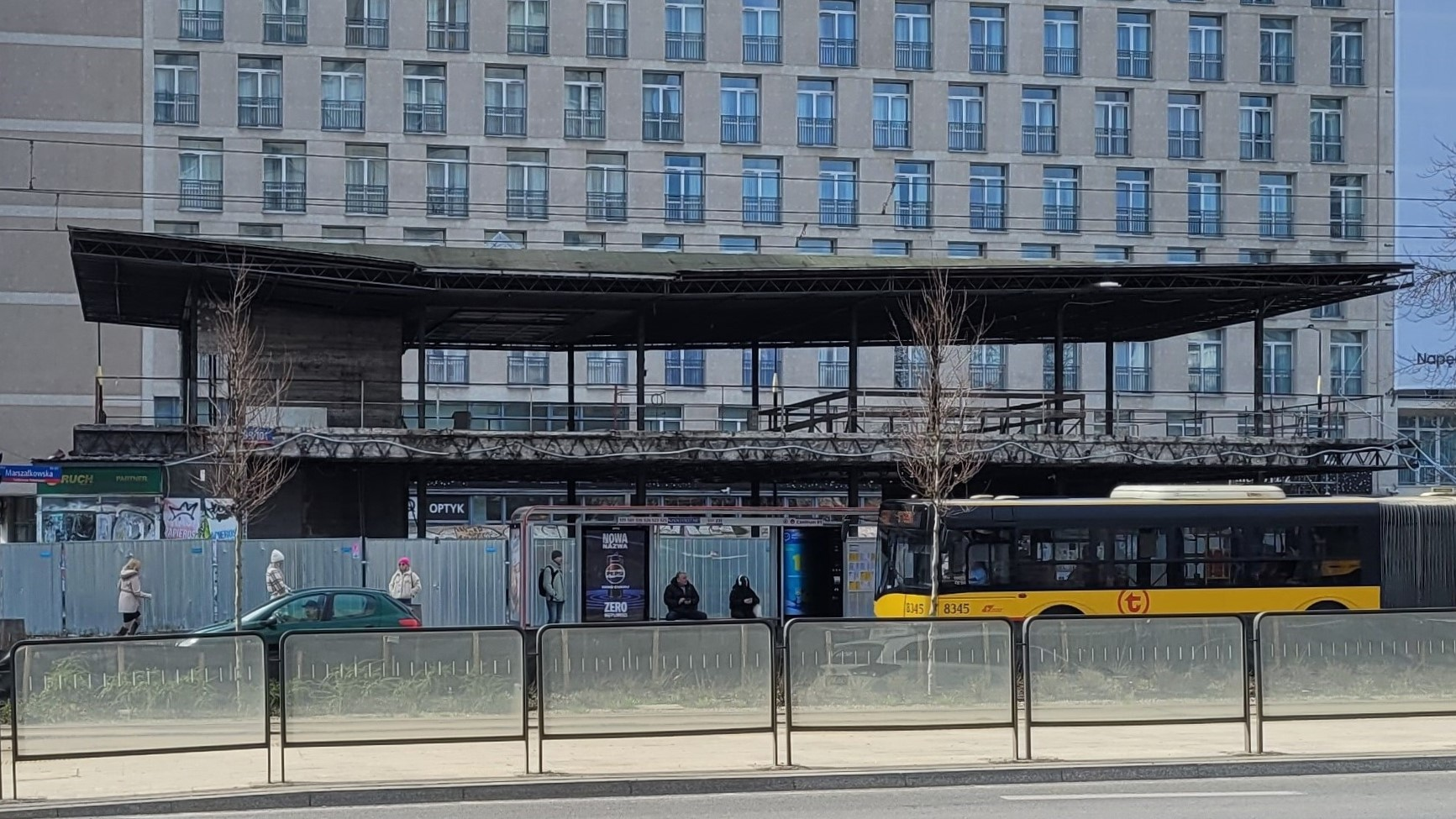
Freigelegte Konstruktion während der Sanierung im März 2024

Der sanierte Pavillon wurde dem historischen Vorbild nachempfunden. Nur die Cepelia-Neonlogos (der charakteristische Hahn) und -Schriftzüge mussten dem Logo des neuen Mieters des Gebäudes weichen. Der in ganz Polen vertretene Medienhändler Empik hat hier sein Hauptstadt-Vorzeigegeschäft eingerichtet. Auf einer Verkaufsfläche auf drei Ebenen mit insgesamt 1.300 Quadratmetern wird ein breites Angebot an Büchern, CDs und Schallplatten, Kreativ- und Papeterieproduktensowie nationaler und internationaler Presse angeboten. Ein kleiner Leseraum und eine Bühne werden für Autorentreffen genutzt. Die Eröffnung erfolgte am 13. Dezember 2024.
Während der Sanierungsarbeiten waren überraschend Neonschilder von Cepelia gefunden worden, die ursprünglich eine inzwischen nicht mehr vorhandene Außenvitrine geschmückt hatten. Diese Artefakte dem Warschauer Neon-Museum übergeben.